# Атлантроп
Атлантроп (др.-греч. Ἄτλας, род. п. Ἄτλαντος — «Атлас» (горная система в Африке) и ἄνθρωπος — «человек») — североафриканский подвид Homo erectus, живший около 700 тыс. лет назад.

## История открытия
Известен по находкам экспедиции под руководством К. Арамбурга и Р. Гоффстегтера, сделанным в 1954—1955 годах близ Тернифина (Тигенифа) в вилайете Маскара в районе Орана (Алжир) — трём нижним челюстям и теменной кости.

## Внешний облик
Найденные челюсти характеризуются примитивным строением: массивностью, отсутствием подбородочного выступа, крупными зубами. Судя по этим признакам, атлантроп находился приблизительно на том же уровне морфологического развития, что и питекантроп. Рост был 140 см, вес 50 кг.

## Материальная культура
Вместе с костями обнаружены каменные орудия ашельской культуры раннего палеолита.